# إسقاط تشكيلي

شبكة من المستطيلات (في الأعلى) وإسقاطها التشكيلي باستخدام الدالة f (في الأسفل). نلاحظ أن الإسقاط التشكيلي f يحافظ على زاوية 90 درجة عند تقاطع الخطوط الطولية والعرضية بعد الإسقاط

في الرياضيات، الإسقاط المُمتَثِل أو الإسقاط التشكيلي (بالإنجليزية: conformal map) هو دالة تحافظ على الزوايا.
في الحالة العامة، الدالة هي بين نطاقين في المستوي العقدي.
يحافظ الإسقاط التشكيلي على الزوايا وأشكال الأجسام الصغيرة جداً، ولكنه لا يحافظ بالضرورة على أحجامها.